# Aatha Naan Pass Ayittaen
Aatha Naan Pass Ayittaen er en indisk film fra 1990 af Sasi Mohan.

## Medvirkende
- Arjun as Chinnasamy
- Shantipriya
- Malashri
- Gandhimathi
- Anuja
- S. R. Vijaya
- Senthil